# Пруд (Меткович)
43°05′ пн. ш. 17°37′ сх. д. / 43.09° пн. ш. 17.61° сх. д.
Пруд (хорв. Prud) — населений пункт у Хорватії, в Дубровницько-Неретванській жупанії у складі міста Меткович.

## Населення
Населення за даними перепису 2011 року становило 497 осіб.
Динаміка чисельності населення поселення: